# GNU Autotools
GNU Autotools nebo také GNU Build System (doslova sestavovací systém GNU) je soubor programátorských nástrojů vyvíjený projektem GNU, který má usnadnit portování zdrojového kódu a jeho sestavování v rámci různých systémů unixového typu. Je vyvíjen jako součást širší sady GNU toolchain a sám se dělí na čtyři nástroje: Autoconf, Autoheader, Automake a Libtool. Jedná se o svobodný software pod licencí GNU GPL, ale je s ním možné sestavovat i proprietární software.

diagram

Sadu Autotools je možné používat i na Microsoft Windows, pokud je na nich nainstalován Cygwin. Nejčastěji je ale užívána na systémech unixového typu, často zároveň s dalšími sestavovacími programy projektu GNU, například GNU Make, GCC, GNU gettext a pkg-config.